# Ferran Muscat García
Ferran Muscat García, també conegut com a Fernando Muscat, (Tobed, 13 d'agost de 1911-Barcelona, 20 d'octubre de 2000) fou un jugador de bàsquet català, d'origen aragonès, dels anys 1920 i 1930. Va rebre la distinció de la Fundació del Bàsquet Català, essent considerat una de les llegendes del basquetbol català.

## Trajectòria
Malgrat néixer a l'Aragó, de ben petit es traslladà a Barcelona, on es formà com a jugador de basquetbol. De ben jove ingressà al Laietà BC on començà a practicar el tennis però ja el 1923 s'inicià en el món del bàsquet, passant per totes les categories del club, fins a la seva retirada el 1941. Fou diversos cops campió de Catalunya amb el Laietà i d'Espanya el 1933. També fou internacional amb Catalunya, amb la qual disputà els partits enfront l'Ambrosiana de Milà el 1929 i el Foyer Alsacien el 1930, i amb Espanya, amb qui guanyà la medalla d'argent del Campionat d'Europa de 1935 de Ginebra.